# Sarcoglottis homalogastra
Sarcoglottis homalogastra là một loài thực vật có hoa trong họ Lan. Loài này được (Rchb.f. & Warm.) Schltr. miêu tả khoa học đầu tiên năm 1920.